# Villy-le-Pelloux
Villy-le-Pelloux – miejscowość i gmina we Francji, w regionie Owernia-Rodan-Alpy, w departamencie Górna Sabaudia.
Według danych na rok 1990 gminę zamieszkiwały 293 osoby, a gęstość zaludnienia wynosiła 99 osób/km² (wśród 2880 gmin regionu Rodan-Alpy Villy-le-Pelloux plasuje się na 1336. miejscu pod względem liczby ludności, natomiast pod względem powierzchni na miejscu 1651.).